# Andrzej Zeisl
Andrzej Zeisl (ur. 1756, zm. 30 listopada 1829) – ksiądz rzymskokatolicki, doktor teologii, kanonik katedry lwowskiej, w latach 1812–1813 był rektorem Uniwersytetu Lwowskiego.
Święcenia kapłańskie przyjął w 1782. W 1790 był dyrektorem szkoły Stanisławowie, a następnie nauczycielem w gimnazjum w Rzeszowie. W latach 1812–1829 wykładał teologię na Wydziale Teologicznym Uniwersytetu Lwowskiego będąc równocześnie dyrektorem Studium Teologicznego.